# Mario Party 4
Mario Party 4 — компьютерная игра в жанре party game, разработанная Hudson Soft и выпущенная Nintendo в 2002 году для игровой системы GameCube. Является четвёртой частью серии Mario Party и первой игрой серии на платформе GameCube. Игровой процесс разворачивается на шести тематических игровых полях, где игрокам доступны восемь персонажей из серии игр Mario: Марио, Луиджи, принцесса Пич, Йоши, Варио, Донки Конг, принцесса Дейзи и Валуиджи. Для победы необходимо собрать наибольшее количество звёзд, приобретаемых на определённой клетке игрового поля. Очерёдность ходов определяется броском кубика каждым участником. По завершении хода запускается мини-игра, где игроки сражаются за монеты — внутриигровую валюту для приобретения предметов и звёзд.
Mario Party 4 получила высокую оценку за улучшенный игровой процесс, разнообразные мини-игры и новые функции. Она имела успех у критиков и коммерческий успех, было продано более 8 миллионов копий по всему миру. Она считается одной из лучших игр серии, предлагая идеальное сочетание классических элементов Mario Party и инновационных механик. Функция «партнёры», представленная в Mario Party 4, стала неотъемлемой частью серии добавив глубины и сложности игровому процессу.
Mario Party 4 была последней игрой в серии, где можно было играть за Донки Конга; следующая игра, Mario Party 5, Донки Конг был исключён из числа игровых персонажей, и стал появляться в мини-играх «DK mini-games». Донки Конг вновь вернулся в число игровых персонажей в игре Mario Party 10.

## Игровой процесс
Mario Party 4 представляет собой многопользовательскую видеоигру, построенную по принципу настольной игры. Игровой процесс рассчитан на четырёх участников, которыми могут быть как игроки, так и компьютер. Игра включает восемь персонажей из вселенной Mario, не различающихся игровыми характеристиками. Участники перемещаются по игровому полю согласно значению выпавшего кубика (1-10). По завершении каждого круга из четырёх ходов проводится мини-игра с призовым фондом в монетах. Для приобретения звезды требуется 20 монет. Победителем становится персонаж, набравший наибольшее количество звёзд к концу игры. Звёзды приобретаются на специальных клетках игрового поля, при этом после каждой покупки звезда перемещается на другую клетку. При включении бонусного режима возможно получение трёх дополнительных звёзд: за наибольшее количество выигранных мини-игр, собранных монет и посещений событийных клеток.
Игра содержит шесть игровых полей, из которых пять названы именами второстепенных персонажей вселенной Mario. Каждое поле оформлено в соответствии с характером титульного персонажа и включает тематические элементы. Например, поле «Goomba’s Greedy Gala» оформлено в стиле казино с рулеткой. Передвижение по полю происходит по заданным маршрутам с возможностью выбора пути на перекрёстках. На всех полях присутствуют стандартные станции: лотерейные магазины для розыгрыша предметов и дома Бу, где за определённую плату можно похитить монеты или звезду у соперника. Основные клетки поля маркированы синим (прибавляют монеты) или красным (отнимают монеты) цветом. Дополнительно присутствуют специальные клетки, активирующие уникальные для каждого поля действия, и грибные клетки, предоставляющие мега- и мини-грибы, которые соответственно увеличивают или уменьшают дальность передвижения. Увеличенные персонажи не взаимодействуют с событиями и звёздами, а уменьшенные получают доступ к специальным зонам через систему труб.
Мини-игры в Mario Party 4 представляют собой короткие независимые состязания с определёнными целями, за выполнение которых игроки получают монеты. Мини-игры открываются в основном режиме «Party Mode», но также доступны отдельно в «Minigame Mode». В этом режиме возможна свободная игра, выбор конкретных мини-игр с установкой условий победы (например, матч до трёх побед), а также игра в формате 2 на 2 за право занять клетку на поле крестиков-ноликов. Мини-игры разделены на семь категорий: «4 игрока», «1 против 3», «2 против 2», «Битва», «Боузер», «Сюжет» и другие. Первые три типа случайным образом активируются после каждого круга ходов, а «Битва» запускается только при попадании на соответствующую клетку поля. В битвах игроки вносят свои монеты в призовой фонд и соревнуются за их возврат или получение дополнительных монет. Особые категории включают мини-игры Боузера, где проигравший лишается предметов или монет, и мини-игры, доступные только уменьшенным персонажам.
В игре представлен сюжетный режим, в котором игрок получает подарки от персонажей, именами которых названы игровые поля. Согласно сюжету, эти подарки были принесены на день рождения игрока. Для их получения необходимо набрать наибольшее количество звёзд на соответствующем поле и победить дарителя в особой сюжетной мини-игре один на один. Действие происходит внутри «Праздничного куба», исполняющего желания пользователей. Кульминацией сюжета становится появление Боузера, который пытается нарушить праздник, представляя собственное игровое поле под руководством Малыша Купы. В отличие от предыдущей части серии, в сюжетном режиме появилась возможность играть за Принцессу Дейзи и Валуиджи.

## Разработка
Mario Party 4, как и все игры серии Mario Party до Mario Party 8 включительно, была разработана Hudson Soft и издана Nintendo. Первый анонс игры состоялся на пресс-конференции Nintendo в Токио в 2002 году, где о ней рассказали Сигэру Миямото и Сатору Ивата. Игра стала частью релизного плана Nintendo на 2002 год, который компания назвала рекордным по количеству выпускаемых игр. На выставке E3 2002 была продемонстрирована играбельная версия с ограниченным набором мини-игр. Озвучиванием персонажей занимались актёры, ранее работавшие над играми франшизы Mario: Чарльз Мартине (роли Марио, Луиджи, Варио и Валуиджи), Джен Тейлор (Пич, Дейзи и Тоад) и Кадзуми Тотака (Йоши).

## Оценки игры
| Сводный рейтинг    | Сводный рейтинг |
| Агрегатор          | Оценка          |
| ------------------ | --------------- |
| GameRankings       | 73,30 %         |
| Metacritic         | 70/100          |
| Иноязычные издания |                 |
| Издание            | Оценка          |
| AllGame            | 3/5             |
| EGM                | 8.33            |
| Eurogamer          | 5/10            |
| Famitsu            | 30/40           |
| Game Informer      | 3/10            |
| GamePro            | 4.5/5           |
| GameRevolution     | C+              |
| GameSpot           | 7.2/10          |
| GameSpy            | 3.5/5           |
| IGN                | 6.9/10          |
| Nintendo Life      | 8/10            |
| Nintendo Power     | 4.2/5           |

Mario Party 4 имеет средний балл 70 из 100 на Metacritic.